# Ottawa River (Auglaize River)
Der Ottawa River ist ein 80 km langer rechter Nebenfluss des Auglaize River und durchfließt den nordwestlichen Teil des Bundesstaates Ohio in den USA.
Er ist einer von zwei Flüssen mit dem Namen "Ottawa River" in Nordwest-Ohio, zusammen mit dem Ottawa River aus Toledo, der in den Eriesee mündet.
Der Ottawa River gehört zum Flusssystem des Sankt-Lorenz-Stroms. Der Fluss entsteht etwa 1,5 km nördlich der Stadt Lafayette im südlichen Allen County durch den Zusammenfluss von Hog Creek und Little Hog Creek. Der Fluss trägt seinen Namen nach dem Indianer-Volk der Ottawa, die im 18. Jahrhundert in dieser Region siedelten. Der Ottawa River fließt zuerst nach Nordwesten, dann nach Westsüdwesten durch die Stadt Lima. Etwa 3 km südöstlich von Lima biegt der Fluss abrupt nach Norden ab, fließt durch das westliche Putnam County und vereinigt sich mit dem Auglaize River etwa 5 km nordwestlich von Kalida.
Das Einzugsgebiet umfasst rund 945 km², davon sind 69 % Ackerland und Weiden, 7 % Wald und der Rest ist urbanisiert oder wird anderweitig genutzt. Das Gebiet erstreckt sich über die Countys Hardin, Allen und Putnam; die größten Städte sind Lima und Fort Shawnee. Dem Geographic Names Information System (GNIS) zufolge wird der Fluss auch mit Hog River, Kashko Sepe, Ottawa Creek und ähnlichen Schreibweisen bezeichnet.
Der Ottawa River trägt auch den lokalen Namen "Hog Creek" (deutsch: Schweinebach). Dieser Name geht auf folgende Erzählung zurück:

"Alexander McKee, the British Indian Agent, who resided at the Machachac towns, on Mad River, during the incursion of General Logan from Kentucky in 1786, was obliged to flee with his effects.  He had a large lot of swine, which were driven on to the borders of this stream, and when the Indians (Shawnee) came on they called the river Koshko Sepe, which in the Shawnee language signified 'The Creek of the Hogs, or Hog Stream'."

"Alexander McKee war der britische Indianer-Beauftragter für die Machachac Siedlungen am Mad River. Während des feindlichen Einfalls durch General Logan aus Kentucky im Jahr 1786 musste McKee mit seinem gesamten Hab und Gut fliehen. Zu seinem Besitz gehörte eine große Herde Schweine, die an das Ufer des Ottawa Rivers getrieben wurden. Als die Shawnee-Indianer dies sahen, nannten sie den Fluss fortan "Koshko Sepe", was in der Sprache der Shawnee so viel bedeutete wie "Der Bach der Schweine", oder "Schweinebach".